# Cominform
Cominform (Russisch: Коминформ, afkorting van Информационное Бюро Коммунистических и Рабочих Партий, Informatsionnoje Bjoero Kommoenistitsjeskich i Rabotsjich Partij, "Informatiebureau van Communistische en Arbeiderspartijen") was een overkoepelende organisatie van communistische partijen in Europa, opgericht op 5 oktober 1947, vier jaar na de opheffing van de Comintern. Het Cominform was bedoeld als tegenzet tegen het Amerikaanse Marshallplan en beloofde financiële hulp aan de Oost-Europese landen om te verhinderen dat deze in de Amerikaanse invloedssfeer zouden terechtkomen. Voor de eigenlijke uitvoering van het Marshallplan werd in de westerse landen de OEEC gesticht waarop de Sovjet-Unie Comecon oprichtte.
Cominform werd opgericht nadat Jozef Stalin de belangrijkste exponenten van de communistische partijen van Oost-Europa bij elkaar geroepen had in Szklarska Poręba. Hun bijeenkomst tussen 22 en 27 september 1947 was bedoeld om de impasse op te lossen waarin de regeringen van Oost-Europa zich bevonden: na de Tweede Wereldoorlog waren in heel Oost-Europa "volksrepublieken" opgericht, maar deze staten waren het niet eens over de ontwikkeling van de "volksdemocratie" en van het socialistische model. Het "informatiebureau" beantwoordde tegelijk aan de wens van Stalin om een organisatie te geven aan zijn politieke invloedssfeer, gericht op de strijd tegen het Marshallplan en de Trumandoctrine.
Het eerste radicale effect van de eerste conferentie in 1947 was dat in de volgende maanden en jaren alle oude sociaaldemocratische partijen van Oost-Europa samenvloeiden met de communistische partijen. Deze partijen regeerden al samen in de verschillende "Nationale Fronten" onder Sovjetinvloed (Bulgarije, Hongarije, Joegoslavië, Polen, Roemenië, Tsjecho-Slowakije) en zo konden deze volksrepublieken de facto onder de vleugels van de USSR komen. Tijdens het eerste congres kwam er kritiek op Polen en Tsjecho-Slowakije, waar de communisten deel uitmaakten van veel ruimere coalities en veel gunstiger stonden tegenover de parlementaire democratie. Ernstiger was het verwijt aan het adres van de Franse en Italiaanse afdeling (de enige twee uitgenodigde partijen die in Europa niet aan de macht waren), omdat ze niet in staat geweest waren een ruimere machtsbasis op te bouwen dankzij hun verzetsactiviteit en omdat ze zich hadden laten vangen door het parlementaire stelsel door de bewegingen te steunen die later geholpen zouden worden door het Marshallplan.
De eerste hoofdzetel van Cominform bevond zich in Belgrado. Toen Joegoslavië in 1948 uit de beweging gezet was wegens het geschil tussen Tito en Stalin, werd het hoofdkwartier verplaatst naar Boekarest. In 1956 werd beslist de organisatie te ontbinden naar aanleiding van het 20e Congres van de CPSU en in lijn met de ontspanningspolitiek en het beginsel van de "nationale wegen van het socialisme".

## Leden
- Communistische Partij van de Sovjet-Unie
- Bulgaarse Communistische Partij
- Franse Communistische Partij
- Hongaarse Socialistische Arbeiderspartij
- Italiaanse Communistische Partij
- Joegoslavische Communistenbond (tot zijn uitsluiting in 1948)
- Poolse Verenigde Arbeiderspartij
- Roemeense Communistische Partij
- Communistische Partij van Tsjecho-Slowakije